# Urojaine, Borșciv
Urojaine (în ucraineană Урожайне) este localitatea de reședință a comunei Urojaine din raionul Borșciv, regiunea Ternopil, Ucraina.

## Demografie
Componența lingvistică a localității Urojaine
     Ucraineană (99,36%)
     Alte limbi (0,64%)
Conform recensământului din 2001, majoritatea populației localității Urojaine era vorbitoare de ucraineană (99,36%), existând în minoritate și vorbitori de alte limbi.